# 2016年8月加濟安泰普爆炸案
2016年8月20日，土耳其南部城市加濟安泰普的一個库尔德尔人的婚禮遭到自殺式炸彈襲擊，造成至少54人死亡和66人受伤。親庫爾德族的人民民主党表示该袭击是針对他们党员的婚禮。土耳其總統埃爾多安表示伊斯兰国很可能是事件主兇，不過尚未有任何组织对襲擊事件承認責任。

## 袭击
2016年8月20日，一名自杀式袭击者在当地时间晚上10:50袭击了土耳其加济安泰普的一个婚礼派对。超过200人出席了派对。此次袭击的目标是由于土耳其与库尔德工人党暴力冲突逃离库尔德城镇锡尔特的库尔德家庭，据目击者称袭击发生在传统的指甲花之夜派对。新郎在袭击中受伤，而新娘躲过一劫。新郎的伤势无生命危险。一名目击者称，两名可疑人员曾接近派对现场，并在袭击发生后离开现场。安全部队正在寻找这两个人。库尔德政党人民民主党宣布，袭击是针对他们的党员婚礼。土耳其媒體監管機構广播电视最高委员会禁止播放袭击現場的畫面。袭击发生数小时后，土耳其总理比纳利·耶伊尔德勒姆表示，土耳其将更加积极地参与化解叙利亚内战危机。
袭击共造成54人死亡，66人受伤。死者中大部分是儿童，18岁以下的死者有29人。其中13名是女性。截止8月22日，66名伤者仍在住院，其中14人伤势严重。

## 行兇者
襲擊事件發生後，有正义与发展党的议会官员指责是伊斯兰国和库尔德工人党所為，虽然目前还没有任何组织宣称对此负责。土耳其总统雷杰普·塔伊普·埃尔多安表示，经过认定袭击者的年龄在12至14岁之间。他还表示，袭击的幕后黑手很可能是伊斯兰国。不過土耳其總理耶爾德勒姆於8月22日表示仍不能確定兇徒是兒童。
总理比纳利·耶尔德勒姆晚些时候发表声明，谴责这起袭击“把喜事变成丧事”，无论如何誓将凶手绳之以法，不管是大人还是小孩。截止2016年8月22日，DNA检测正在进行，以确定肇事者的信息。

## 反应
- ：总统伊利哈姆·阿利耶夫向土耳其总统发送了慰问信。[28]

- 埃及：外交部发言人艾哈迈德·阿布·扎伊德强调，“在这紧要关头，埃及人民与土耳其人民站在一起”。[28]

- 法國：总统弗朗索瓦·奥朗德谴责此次袭击，并慰问了土耳其当局和人民。外交部长让-马克·埃罗发表推文，在这起懦弱的袭击后，法国与土耳其站在一起。[21]

- 希腊：外交部在其推特账户上谴责袭击。[29]

- 伊朗：外交部发言人巴赫拉姆·卡齐米强烈谴责针对土耳其东南省份加济安泰普省婚礼的炸弹爆炸袭击。“对在婚礼上手无寸铁的民众进行恐怖袭击，又一次明确地昭示反什叶派恐怖主义的凶恶和反人类本质。”[30]
- 巴基斯坦：外交部发表声明强烈谴责此次袭击。“巴基斯坦用最强烈的措辞谴责恐怖主义的这种卑鄙行径。我们深切同情和慰问兄弟的土耳其人民和政府，我们的怀念和祈祷与所有失去了他们的亲人在一起。我们也祈求伤者早日康复。”[29][31]

- 巴勒斯坦：总统马哈茂德·阿巴斯谴责袭击，并向土耳其外长、土耳其人民和遇难者家人表示慰问。[28]

- ：外交部谴责袭击事件，并表示卡塔尔支持土耳其努力维护该地区的稳定和安全。[28]

- 俄羅斯：总统弗拉基米尔·普京在袭击后致电土耳其总统埃尔多安表示哀悼。[29]

- 沙烏地阿拉伯：外交部强烈谴责袭击，并支持土耳其打击恐怖主义的措施。[28]

- 瑞典：外交大臣玛戈特·瓦尔斯特伦“强烈谴责”袭击。[28]
- 北塞浦路斯土耳其共和国：总统穆斯塔法·阿肯哲谴责此次袭击，并表示北塞浦路斯支持和声援土耳其。[28]

- 阿联酋：外交与国际合作部谴责袭击并谴责一切形式的恐怖主义。[20][28]

- 美国：美国驻安卡拉大使馆谴责此次袭击。[29]

- 英国：英国驻土耳其大使理查德·穆尔在其推特账户上，谴责了这次袭击与以往的库尔德工人党袭击。[6]